# Boghé (Mauritanie)
Pour les articles homonymes, voir Boghé.
Boghé est une commune et une ville du sud-ouest de la Mauritanie, située dans le département de Boghé de la région de Brakna, à la frontière avec le Sénégal.

## Géographie
La ville de Boghé est située au sud de la Mauritanie. Elle est tout juste au bord du fleuve Sénégal.

## Histoire
Jusqu'à l'instauration de la frontière mauritano-sénégalaise en 1960, les Halaybe formaient une communauté homogène, réputée pour son esprit d'indépendance.